# Ciclismo en los Juegos Olímpicos de Londres 2012 – BMX femenino
El evento de BMX femenino de ciclismo en los Juegos Olímpicos de Londres 2012 tuvo lugar entre el 8 al 10 de agosto en las pistas de BMX en el Velódromo de Londres.

## Horario
Todos los horarios están en Tiempo Británico (UTC+1)
| Fecha                          | Tiempo | Ronda               |
| ------------------------------ | ------ | ------------------- |
| Miércoles, 8 de agosto de 2012 | 15:00  | Clasificaciones     |
| Viernes, 10 de agosto de 2012  | 15:00  | Semifinales y final |

## Clasificación
| Evento                             | Ranking por nación | Clasificados                                                                     | Ciclistas por CON |
| ---------------------------------- | ------------------ | -------------------------------------------------------------------------------- | ----------------- |
| Ranking UCI el 28/05/2012          | 1º al 4º           | Australia (AUS) · Estados Unidos (USA) · Francia (FRA) · República Checa (CZE) · | 2                 |
| Ranking UCI el 28/05/2012          | 5º al 7º           | Colombia (COL) · Países Bajos (NED) · Nueva Zelanda (NZL) ·                      | 1                 |
| Campeonato del Mundo de BMX 2012   | 1º al 3º           | Brasil (BRA) · Lituania (LTU) · Venezuela (VEN)                                  | 1                 |
| Anfitrión                          | 1                  | Reino Unido (GBR)                                                                | 1                 |
| Reasignación de cuota no utilizada | 1                  | Letonia (LAT)                                                                    | 1                 |
| Total                              |                    |                                                                                  | 16                |

## Resultados
| Rank | Nombre                      | Tiempo | Notas |
| ---- | --------------------------- | ------ | ----- |
| 1    | Caroline Buchanan (AUS)     | 38.434 |       |
| 2    | Sarah Walker (NZL)          | 38.644 |       |
| 3    | Mariana Pajón (COL)         | 38.787 |       |
| 4    | Laëtitia Le Corguillé (FRA) | 38.976 |       |
| 5    | Shanaze Reade (GBR)         | 39.368 |       |
| 6    | Laura Smulders (NED)        | 39.420 |       |
| 7    | Magalie Pottier (FRA)       | 39.778 |       |
| 8    | Alise Post (USA)            | 39.890 |       |
| 9    | Lauren Reynolds (AUS)       | 40.045 |       |
| 10   | Aneta Hladíková (CZE)       | 40.846 |       |
| 11   | Romana Labounková (CZE)     | 41.096 |       |
| 12   | Stefany Hernandez (VEN)     | 41.253 |       |
| 13   | Sandra Aleksejeva (LAT)     | 41.752 |       |
| 14   | Vilma Rimšaitė (LTU)        | 42.162 |       |
| 15   | Squel Stein (BRA)           | 42.995 |       |
| –    | Brooke Crain (USA)          |        | DNF   |

### Semifinales

#### Semifinal 1
| Rank | Nombre                      | 1 carrera    | 2 carrera    | 3 carrera  | Total | Notas |
| ---- | --------------------------- | ------------ | ------------ | ---------- | ----- | ----- |
| 1    | Caroline Buchanan (AUS)     | 38.276 (1)   | 40.296 (2)   | 38.482 (1) | 4     | Q     |
| 2    | Shanaze Reade (GBR)         | 39.029 (2)   | 38.858 (1)   | 38.634 (2) | 5     | Q     |
| 3    | Brooke Crain (USA)          | 40.668 (5)   | 41.029 (4)   | 40.099 (5) | 14    | Q     |
| 4    | Laëtitia Le Corguillé (FRA) | 39.902 (4)   | 1:20.324 (8) | 38.759 (3) | 15    | Q     |
| 5    | Stefany Hernandez (VEN)     | 1:12.935 (8) | 40.513 (3)   | 39.466 (4) | 15    |       |
| 6    | Alise Post (USA)            | 39.495 (3)   | 51.752 (7)   | DNF (8)    | 18    |       |
| 7    | Sandra Aleksejeva (LAT)     | 42.030 (7)   | 43.159 (6)   | 42.855 (6) | 19    |       |
| 8    | Lauren Reynolds (AUS)       | 41.103 (6)   | 41.441 (5)   | DNF (8)    | 19    |       |

#### Semifinal 2
| Rank | Nombre                  | 1 carrera  | 2 carrera  | 3 carrera  | Total | Notas |
| ---- | ----------------------- | ---------- | ---------- | ---------- | ----- | ----- |
| 1    | Mariana Pajón (COL)     | 38.759 (1) | 38.749 (1) | 38.845 (1) | 3     | Q     |
| 2    | Magalie Pottier (FRA)   | 39.342 (2) | 38.828 (2) | 39.048 (2) | 6     | Q     |
| 3    | Laura Smulders (NED)    | 39.886 (4) | 39.175 (3) | 39.660 (4) | 11    | Q     |
| 4    | Sarah Walker (NZL)      | 39.905 (5) | 39.348 (4) | 39.344 (3) | 12    | Q     |
| 5    | Aneta Hladíková (CZE)   | 39.728 (3) | 40.393 (6) | 43.752 (7) | 16    |       |
| 6    | Romana Labounková (CZE) | 40.624 (6) | 39.883 (5) | 40.777 (6) | 17    |       |
| 7    | Vilma Rimšaitė (LTU)    | 41.789 (7) | 40.897 (7) | 40.400 (5) | 19    |       |
| 8    | Squel Stein (BRA)       | DNF (8)    | DNS (10)   | DNS (10)   | 28    |       |

### Final
| Rank              | Nombre                      | Tiempo |
| ----------------- | --------------------------- | ------ |
| Medalla de oro    | Mariana Pajón (COL)         | 37.706 |
| Medalla de plata  | Sarah Walker (NZL)          | 38.133 |
| Medalla de bronce | Laura Smulders (NED)        | 38.231 |
| 4                 | Laëtitia Le Corguillé (FRA) | 38.476 |
| 5                 | Caroline Buchanan (AUS)     | 38.903 |
| 6                 | Shanaze Reade (GBR)         | 39.247 |
| 7                 | Magalie Pottier (FRA)       | 39.395 |
| 8                 | Brooke Crain (USA)          | 40.286 |